# Ancien observatoire de l'université d'Helsinki
 (septembre 2022).
Si vous disposez d'ouvrages ou d'articles de référence ou si vous connaissez des sites web de qualité traitant du thème abordé ici, merci de compléter l'article en donnant les références utiles à sa vérifiabilité et en les liant à la section « Notes et références ».
L'ancien observatoire de l'université d'Helsinki (en finnois : Helsingin yliopiston Observatorio) construit sur la colline de l'observatoire a abrité le département d'astronomie de l'université d'Helsinki jusque fin 2009.

## Histoire
L'observatoire a été conçu en coopération par le professeur Friedrich Wilhelm Argelander et par l'architecte Carl Ludvig Engel. La construction du bâtiment est terminée en 1834. Les instruments et les livres d'astronomie qui ont échappé au grand incendie de Turku y ont été transférés.
Une tour complémentaire a été construite en 1890 pour accueillir le télescope d'astrophotographie.   
Le nouvel observatoire Metsähovi de l'université d'Helsinki a ouvert ses portes à Kirkkonummi en 1973.